# NGC 3345
NGC 3345 – gwiazda podwójna znajdująca się w gwiazdozbiorze Lwa. Odkrył ją William Herschel 19 marca 1784 roku.